# 青空少女隊
『青空少女隊』（あおぞらしょうじょたい）は、清水としみつによる漫画、およびそれを原作としたアニメ。
日本の航空自衛隊で「女だけのアクロバットチーム」を養成する第801飛行隊を舞台に、隊員たちが巻き起こすドラマを描いたコメディ作品。
漫画は月刊少年キャプテン（徳間書店）で連載され、単行本は全3巻が1991年から1992年にかけて刊行された。なお、後に新装版『青空少女隊～ReBirth～』全2巻が少年画報社から発売されている。

## あらすじ
航空自衛隊がイメージアップを図るため、世界初!女性パイロットだけのアクロバット・チームを結成、その名も「801st T.T.S.（Tactical Training Squadron）」！目指すは第二のブルーインパルスのはずが・・・
801st T.T.S.に転属を命じられた整備員の主人公、石動拓也が入間基地を舞台にパイロットの羽田みゆきと三鷹ありさとの三角関係を中心に一癖も二癖もあるキャラクターたちがストーリーを描いていく。

## 登場人物
主要女性キャラの苗字は東京都の「鳥」に関係する地名からつけられている。
石動拓也（いするぎ たくや）
声 - 三木眞一郎
本編の主人公。3等空曹。パイロットに憧れて、見事試験に合格するも身体を壊し挫折。しかし空への夢を捨てがたく、整備士として飛行機の傍にいることを選ぶ。基本的に真面目な青年だが、濃いオタクという一面も持っており、小説版ではそれが災いして801st T.T.S.に「飛ばされた」ことになっている（隊の宿舎で、美少女フィギュアに話し掛けながら磨きをかけていたのを同僚に見られ、それが上官の知るところとなった）。
羽田みゆき（はねだ みゆき）
声 - 久川綾
真面目で勤勉な本編のヒロインその1。2等空曹。チームワークを乱すことの多い三鷹とは犬猿の仲であるが、その腕は認めている模様。大抵の作品で優等生に描かれているが、CDドラマでは石動絡みで暴走する場面もある。徳間書店版の単行本1巻で作者が挙げた声のイメージは日髙のり子。
三鷹ありさ（みたか ありさ）
声 - 折笠愛
孤高の一匹狼気質な本編のヒロインその2。2等空曹。操縦技術は羽田を凌駕し、小説版ではイーグルドライバーに誘われているほか、OVA版ではF-15転換のため新田原へ一時配置換えとなる。羽田のことは「お嬢ちゃん」と呼んで馬鹿にしている反面、その素直な性格などを羨ましく思っているようだ。お化けや怪談を怖がる一面を持つ。徳間書店版の単行本1巻で作者が挙げた声のイメージは鶴ひろみ。
鷺ノ宮さくら（さぎのみや さくら）
声 - 井上喜久子
801st T.T.S.では一番大人（年齢的にも精神的にも）の女性。1等空曹。小西の入隊1期下にあたる。小西の親友と結婚したが、その夫は事故で殉職している。隊のまとめ役であるが、ギャンブル大好きという困った一面も。作中では「おねえさん」と親しみを込めて呼ばれている。徳間書店版の単行本1巻で作者が挙げた声のイメージは榊原良子。
下連雀ようこ（しもれんじゃく ようこ）
声 - 野上ゆかな（現・ゆかな）
2等空曹。ほとんど中学生にしか見えない幼い容姿の女性だが、れっきとしたパイロット。その腕は惨憺たるもので、いつもメンバーに怒られている。吸血コウモリの「チーちゃん」を飼っている。徳間書店版の単行本1巻で作者が挙げた声のイメージは西原久美子。
小西充（こにし みつる）
声 - 若本規夫
1等空尉。801st T.T.S.隊長。元F‐4パイロット。鷺ノ宮の亡夫とは親友で、同じ機にのるパートナーだった（小西が後席だった模様）。厳つい外見に相応しく豪放磊落な性格をしているが、事故で自分だけ生き残ってしまったことを今も負い目に感じている。
剣ヶ峰浩二（けんがみね こうじ）
声 - 梅津秀行
1等空尉。801st T.T.S.司令。元F‐15パイロット。自身を国防の最前線にいるのが相応しい人材であると自負しており、元の部隊に戻る為、問題児揃いの801st T.T.S.を一刻も早く解散させたがっている。しかしどこか抜けた所があるため、その企みはなかなか成功しない。小西とは学生同期であり、仕事の上では立場上対立するが、私的な面では友情を見せている。
塚本空将
声 - 辻村真人
中部航空方面隊司令。801st T.T.S.のメンバーには手を焼いている。しかし、ラジオドラマでは操縦が下手でメンバーからはずされそうになった下連雀を上官からかばうなど、情に深いところがある。机上にF-104Jの模型が飾ってある。
アメリア イェーガー中尉
声 - 佐久間レイ
OVA DEFCON-IV　「隼は舞い降りた」　に登場。アメリカ空軍アクロバットチーム「サンダーバーズ」の女性パイロットであり隊長。日本語が堪能。

## 登場する機体
- T-4 - 801TTS所属機は通常塗装機だがカラースモーク発生装置付であり、ブルーインパルスに準ずる。制作当時のブルーインパルスはT-2であった。
- F-15J
- C-130H
- C-1
- F-16CおよびD
- T-2ブルーインパルス仕様機
- F-4EJ
- 零式艦上戦闘機五二型丙
- UH-60J救難ヘリコプター
- T-33A
- DC-3
- F-14
- Tu-95

## アニメ
OVAはビデオ、LDでビクターエンタテインメント（発売元は日本ビクター）から販売。1994年10月21日に1巻「DEFCON・1」が発売され1995年3月24日に3巻「DEFCON・3」で1期が終了。
その1年後1996年3月23日に「EXTRA MISSON(番外編) 雪国少女隊」を発売し2期がスタートし1996年8月21日発売の7巻「DEFCON・6 過去よりとわに」で完結した。全7話。
その後1997年9月22日にDVDが発売、全話を3巻に分割し発売。2002年3月22日にはDVDBOX「青空少女隊 DEFCON BOX」と「青空少女隊 DEFCON IVtoVI」がそれぞれ発売された。
アニメ制作にあたり航空自衛隊が公式に協力している。

### スタッフ
- 原作 - 清水としみつ
- 監督・キャラクターデザイン - もりやまゆうじ
- 脚本 - 藤原征矢、河原祐二、月村了衛、八木良一、山口宏、黒田洋介
- 演出 - もりやまゆうじ、三笠修、吉田徹、坂田純一、三沢伸
- 作画監督 - 大島康弘、吉田徹、木村貴宏、村田俊治 ほか
- 美術監督 - 中座洋次
- 撮影監督 - 高橋明彦→宇津畑隆
- 編集 - 小島俊彦
- 音響監督 - 岩浪美和
- 音楽 - 山中紀昌、長岡成貢
- プロデューサー - 小松茂明、北山茂、榎本歩光
- 制作 - スタジオファンタジア
- 製作 - 日本ビクター

### 主題歌
オープニングテーマ
「虹になりたい」 歌：MAYAKA
エンディングテーマ
「太陽があたためた気持ち」歌：久川綾・折笠愛［第1期］
「府中しぐれ」歌：鷺ノ宮さくら（井上喜久子）［雪国少女隊のみ］
「青空のラブレター」歌：野上ゆかな（現・ゆかな）［第2期］

## CD
- 『ドラマＣＤ青空少女隊(1)』1994/08/24, BVCH-3105/06
- 『ドラマＣＤ青空少女隊(2)』1994/09/21, BVCH-3107/08
- 『ドラマＣＤ青空少女隊(3)』1994/10/21, BVCH-3109/10
- 『青空少女隊 オリジナル・サウンドトラック』1994/12/16, BVCH-615
- 『青空少女隊 スペシャル・オーディオ・ドラマ「おつかれさまっ！」』非売品(OVA1期全巻購入応募特典), VSD-1003
- 『ドラマＣＤ青空少女隊 II(改)(1)』1995/09/21, BVCH-1507
- 『ドラマＣＤ青空少女隊 II(改)(2)』1995/10/21, BVCH-1509
- 『青空少女隊 RAP THE 801! ― SUKIYAKI RAP』1995/11/22, BVCH-8014
- 『ドラマＣＤ青空少女隊Special カラオケの恋人たち』1995/12/16, BVCH-628
- 『青空戦隊シモレンジャー』1996/01/24, BVDR-1080
- 『ドラマＣＤ青空少女隊Special 羽田・三鷹の青空道中』1996/02/21, BVCH-1515
- 『青空少女隊 801TTSキャラクターソングス』1996/06/21, BVCH-1001
- 『青空少女隊 ＭＵＳＩＣ－ＰＯＤ２』1996/07/24, BVCH-1518